# Limay Mahuida (La Pampa)
Limay Mahuida é um município da Argentina, localizada na província de La Pampa.